# Meatlantis
Meatlantis – trzeci album studyjny kanadyjskiego zespołu heavymetalowego Sons of Butcher, wydany w 2006 roku. Na albumie mieści się 18 utworów, które były wykorzystane w kanadyjskim serialu animowanym Sons of Butcher.

## Lista utworów
1. „Meatlantis”
2. „Action Reaction”
3. „Here To Rock”
4. „Party's On”
5. „Love Baster”
6. „Made Love By The River”
7. „I Need An Arm”
8. „Whip 'Em out”
9. „F The World”
10. „Fuck Producers”
11. „Panty Dropper”
12. „Doug In Space”
13. „Free Shit”
14. „Suite: Bad Touch”
15. „Ultimate Drinking Song”
16. „Sneakin' In”
17. „Razors”
18. „Meatlanis Reprise”